# Arnaud-Amanieu
Arnaud-Amanieu (fr. Arnaud-Amanieu d'Albret; 4. kolovoza 1338. — 1401.) bio je francuski plemić, lord Albreta (1358. — 1401.) i grof Dreuxa; sin lorda Bernarda Ezija IV. i njegove žene, Marte od Armagnaca.

## Biografija
Godine 1330., kralj Engleske Edvard III. poslao je svoje pristaše u Gaskonju zbog pregovaranja s francuskim plemićima. Arnaudov je otac Bernard htio da Arnaud oženi kćer grofa Kenta, Edmunda od Woodstocka, ali taj je plan, na njegovu žalost, propao.
Sin kralja Edvarda III., kraljević Edvard — vojvoda Gaskonje — otišao je 1363. god. u Gaskonju kako bi izvidio lojalnost plemića Gaskonje, pa tako i Arnauda. U katedrali u Bordeauxu, 9. srpnja, princ Edvard je bio primljen od strane Arnauda na način da je Arnaud kleknuo pred princa i zakleo se na vjernost. Arnaud je poljubio Bibliju i raspelo te poljubio princa u usta; međutim, dobri odnosi između princa i Arnauda nisu dugo potrajali.
Godine 1368., princ Edvard je htio prijeći Pireneje kako bi se borio u Kastilji te je zatražio skupinu vojnika od lorda Arnauda, koji je to odbio. Edvard je čak zatražio i novu daću, koju Arnaud nije htio platiti te je zajedno s nekim drugim plemićima poslao pismo kralju Francuske, Karlu V. Mudrom, koji je uzeo Arnauda pod svoju zaštitu. Tajni je sporazum potpisan 1368. između kralja Karla i lorda Arnauda.

## Brak
Supruga lorda Arnauda bila je gospa Margareta Burbonska, kći Petra I. Burbonskoga i Izabele Valois. Sin Margarete i Arnauda bio je lord Karlo I. od Albreta.